# WS-Coordination
A ws-coordination egy webszolgáltatás specifikáció, amit a BEA Systems, IBM és a Microsoft fejlesztettek ki és a OASIS Web Services Transaction TC is elfogadott az 1.2 verziójában. Valójában egy bővíthető keretrendszert definiál mely különböző portokat szolgáltat az elosztott alkalmazások koordinálására. Az ilyen koordinációs protokollokat számos alkalmazás támogatására használják, beleértve azokat is, melyeknél az elosztott tranzakciók után is konzisztens állapotot kell elérni.
Ez a keretrendszer egy alkalmazás szolgáltatást engedélyez, ami kontextusokat hoz létre, amik szükségesek az akciók más szerverhez való továbbításánál és a koordinációs protokollokban való regisztrációnál. 
A keretrendszer támogatja a tranzakció kezelést, munkafolyamatokat és egyéb rendszereket, melyek elrejtik a különböző protokollokat és így heterogén környezetet teremtenek. 
Ezen kívül a ws-coordination definiálja az együttműködő szolgáltatások közötti kontextustovábbításhoz szükséges szerkezetet és követelményeket.
Ez a specifikáció nem elég ahhoz, hogy koordináljuk a tranzakciókat a webszolgáltatások között. Csak egy koordinációs keretrendszert biztosít. Ehhez egyéb specifikációk is szükségesek, mint például ws-atomic transaction vagy a ws-business-activity.

## Modell

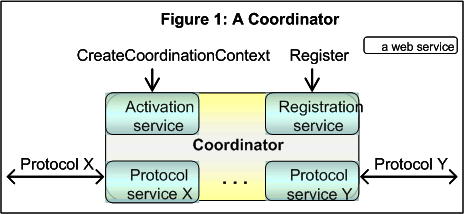
ws-coordination komponensei

Ez a specifikáció a szolgáltatások koordinációjára alkalmas keretrendszert definiál , mely az alábbi komponenseket tartalmazza:
- Aktivációs szolgáltatás, mely engedélyezi egy alkalmazásnak, hogy koordinációs kontextust hozzon létre
- Regisztrációs szolgáltatás, mely engedélyezi, hogy az alkalmazások koordinációs protokollokra regisztráljanak
- Koordinációs protokollok halmaza, melyek koordináció típus-specifikusak

Az alkalmazások az aktivációs szolgáltatást használják arra, hogy létrehozzanak egy koordinációs kontextust. Ha egy alkalmazás megszerezte a kontextust, az továbbítva lesz valamilyen módon a megfelelő eszközöknek. A kontextus tartalmazza a koordinációs viselkedést leíró tevékenységbe való regisztráláshoz szükséges információkat. Továbbá, ha egy alkalmazás megkapja a kontextust, igénybe veheti az eredeti alkalmazás, vagy egy megbízható koordinátor által definiált másik alkalmazás regisztrációs szolgáltatását. Ily módon webszolgáltatások halmaza koordinálhatja a kapcsolódó funkciókat.

## Alakítható architektúra
A SOAP, WSDL és az XML bővíthetőségét felhasználva, a SOAP és WSDL alapú specifikációk úgy lettek tervezve, hogy egymással összekapcsolva alkossanak egy gazdag webszolgáltatás környezetet. Például, a ws-coordination önmagában nem definiálja a teljes megoldáshoz szükséges összes dolgot. A ws-coordination csak egy építőkocka, amit más specifikációkkal és alkalmazás-specifikus protokollokkal kombinálva az elosztott webszolgáltatások széles kínálatát alakíthatjuk ki.

## Bővíthetőség
A specifikáció a bővíthetőség két formáját teszi lehetővé:
- új koordinációs protokollok publikálása
- egy koordinációs protokoll és egy bővítőelem választása, melyet hozzáadhatunk protokollokhoz és üzenetfolyamokhoz

A bővítőelemeket felhasználhatjuk arra, hogy lecseréljük az alkalmazás specifikus adatokat az üzenetfolyamban. Ezt az adatot naplózhatjuk megfigyelési célból vagy később kiértékelhetjük, hogy a döntésünk megfelel-e az üzleti logika által támasztott megszorításoknak.

## XML névtér
Az alábbi XML névteret kötelező használnunk a szabvány implementálásakor: http://docs.oasis-open.org/ws-tx/wscoor/2006/06

## Fogalmak
Aktivációs szolgáltatásBiztosítja a CreateCoordinationContext műveletet, mellyel a résztvevők létrehozhatnak egy koordinációs kontextust
Koordinációs kontextusTartalmazza a tevékenység azonosítót, a koordináció típusát (mely tartalmazza a lehetséges viselkedéseket) és egy hivatkozást a regisztrációs szolgáltatásra, melyet a résztvevők arra használhatnak, hogy regisztrálják magukat egy vagy több protokollra.
Koordinációs protokollA koordinációs viselkedés valamint a koordinátor és a résztvevők között váltott üzenetek definíciója fontos szerepet kap a koordináció típusnál. A WSDL definíciók biztosítva vannak, akárcsak az üzenetek sorrendjét meghatározó szabályok. A koordinációs protokollok definíciója további specifikációkban érhető el (pl. WS-Atomic Transaction)
Koordináció típusaKoordinációs viselkedések definíciója, beleértve a kontextus létrehozásának és regisztrálásának módját.
Koordinációs szolgáltatás (Koordinátor)Ez a szolgáltatás áll az aktivációs szolgáltatásból, regisztrációs szolgáltatásból és a koordinációs protokollok halmazából.
RésztvevőkA szolgáltatás, mely végrehajtja a számításokat a tevékenységen belül. A résztvevő fogadja a Koordinációs kontextust, melynek segítségével regisztrálhat koordinációs protokollokra.
Regisztrációs szolgáltatásBiztosít egy Regisztráció műveletet, mellyel a résztvevők regisztrálhatnak bármely, a koordinációs típus által szolgáltatott protokollra, mint például a Atomic transaction 2PC.
WebszolgáltatásA webszolgáltatás egy olyan számításokat végző szolgáltatás, melyeket előre definiált, programozási nyelvtől független üzenetekkel lehet elérni, valamint nem feltételezzük, hogy az eredményt egy böngészővel jelenítjük meg.